# دراجات بروكسل الكلاسيكية 2014
دراجات بروكسل الكلاسيكية 2014 (بالفرنسية: Brussels Cycling Classic 2014)‏ هو سباق دراجات هوائية، وهو الموسم رقم 94 من السباق، وأقيم في 6 سبتمبر 2014، وامتدّ لمسافة 201 كيلومتر، وهو أحد سباقات طواف أوروبا للدراجات 2014، وهو من نوع سباق يوم واحد، وهو من نوع سباق الدراجات، وقد شارك في السباق 144 متسابقاً ووصل إلى نهايته 140 متسابقاً.
فاز فيه بالمركز الأول أندريه جريبيل، وبالمركز الثاني إيليا فيفياني، وبالمركز الثالث ارنو ديمار.

## الفائزون
| الترتيب | الفائز        |
| ------- | ------------- |
| الفائز  | أندريه جريبيل |
| الثاني  | إيليا فيفياني |
| الثالث  | ارنو ديمار    |

## وصلات خارجية
- لمحة عن سباق دراجات بروكسل الكلاسيكية 2014 على موقع  ProCyclingStats   (برو  سايكلنج  ستاتس) - إحصاءات  محترفي  الدراجات.
- دراجات بروكسل الكلاسيكية 2014 على موقع إحصائيات الدراجات الإحترافية (الإنجليزية)